# Sabanejewia kubanica
Sabanejewia kubanica är en fiskart som beskrevs av Vasil'eva och Vasil'ev, 1988. Sabanejewia kubanica ingår i släktet Sabanejewia och familjen nissögefiskar. IUCN kategoriserar arten globalt som livskraftig. Inga underarter finns listade i Catalogue of Life.